# Раменки (станція метро)
«Ра́менки» (рос. Раменки) — станція Солнцевської лінії Московського метрополітену, відкрита 16 березня 2017 року.
Розташована у житловому районі Раменки на розі Вінницької вулиці й Мічурінського проспекту. Після відкриття була тимчасовою кінцевою західного радіусу лінії до його продовження через район Солнцево до станції «Рассказовка».

## Технічна характеристика
«Раменки» побудовані за типовим проектом, запропонованим ВАТ «Метрогіпротранс» для станцій дистанції «Мінська» — «Очаковське». Проект був розроблений авторським колективом під керівництвом Леоніда Борзенкова, в який увійшли Михайло Волович, Сергій Костиков, Тамара Нагієва, Наталія Солдатова та Василь Уваров.
Колонна двопрогінна мілкого закладення (глибина закладення — 15 м)
Ширина міжколії — 14,9 м. Крок колон — 6 м. Висота від рівня платформи до низу перекриття — 6 м.

## Колійний розвиток
Станція з колійним розвитком — 6-стрілочні оборотні тупики з боку станції «Мічурінський проспект».

## Вестибюлі
Станція має два підземні вестибюлі, сполучених з платформою ескалаторами і суміщених з підземними переходами під Мічурінським проспектом. З них на рівень землі веде в цілому сім сходових спусків, накритих п'ятьма типовими скляними павільйонами. Північно-східний вихід сполучений з блоком приміщень відпочинку локомотивних бригад. Доступність маломобільним пасажирам забезпечують ліфти з платформи до рівня вестибюлів і з переходів до рівня землі, також надаючи можливість перетнути проспект.

## Оздоблення
На стелі, колійних стінах і звернених до них гранях колон розташовані багатошарові металеві панелі з пористим заповненням і шліфованою поверхнею нейтрального сірого кольору, частина стін вестибюлів виконані з об'ємного глазурованого керамічного каменю тих же відтінків. Для станції «Раменки» запропоновані «абстрактні силуети дерев на зеленому тлі, що нагадують про діброви, які колись були в цій місцевості».

## Пересадки
- Автобуси: м17, с263, 325, 394, 661, 715, 845